# Jón Sigurðsson (født 1946)
Jón Sigurðsson (født 23. august 1946 på Kjalarnesi i Kollafjörður, død 10. september 2021) var en islandsk underviser, nationalbankdirektør og politiker. Han var formand for Fremskridtspartiet og industri- og erhvervsminister 2006-07.
Jón blev udpeget til erhvervsminister i juni 2006 og i august valgt til formand for partiet i kølvandet på Halldór Ásgrímssons pludselige afgang som statsminister og udtræden af politik efter partiets dårlige kommunalvalg, men frasagde sig begge poster 23. maj 2007 efter Fremskridtspartiets nederlag ved valget 12. maj 2007, hvor han ikke selv formåede at vinde en plads i Altinget. 
Han blev handelsstudent fra Verslunarskóli Íslands og tog en bachelorgrad i historie og islandsk fra Islands Universitet i 1969, hvorefter han havde forskellige undervisningsjob, primært i gymnasieskolen.
I slutningen af firserne drog Jón til Californien, hvor han studerede uddannelsesvidenskab ved Columbia Pacific University og i 1988 fik en MA og 1990 en ph.d. i faget. Dernæst tog han en MBA i mikroøkonomi fra National University i San Diego i 1993.
Herefter vendte han hjem til Island, hvor han underviste på flere universiteter og blev rektor for Samvinnuskólinn á Bifröst. Jón har desuden siddet i bestyrelsen for en flere virksomheder, været medlem af en række udvalg vedrørende uddannelse og økonomi, samt skrevet flere bøger. Han var chef for Islands nationalbank Seðlabanki Íslands i årene 2003-06.

## Familie
Han er søn af højesteretsdommer Sigurður Ellert Ólason (født 19. januar 1907, død 18. januar 1988) og lærer og bibliotekar Unnur Kolbeinsdóttir (født 27. juli 1922).